# یانیس اگوماس
یانیس اگوماس (یونانی: Γιάννης Γκούμας؛ زادهٔ ۲۴ مهٔ ۱۹۷۵) یک بازیکن فوتبال اهل یونان است.
از باشگاه‌هایی که در آن بازی کرده‌است می‌توان به پاناتینایکوس اشاره کرد.
وی همچنین در تیم ملی فوتبال یونان بازی کرده‌است.